# Freida Pinto
Freida Pinto (* 18. října 1984, Bombaj, Maháráštra, Indie) je indická herečka a modelka.

## Kariéra
Před rolí ve filmu Milionář z chatrče se objevila v mezinárodní cestovní soutěži Full Circle, kde byla v letech 2006-2008. Také se objevila v několika televizních i tištěných reklamách jako například na výrobky značek Wrigley's, Škoda, Vodafone India, Airtel a DeBeers. Po čtyři roky byla modelkou a objevovala se na přehlídkových molech i na titulních stránkách časopisů. Hraní se učila na The Barry John's Acting Studio v Andheri a jejím učitelem byl divadelní režisér Barry John. Po šesti měsících konkurzů obdržela výzvu, aby šla na konkurz na film Milionář z chatrče. Byla na konkurzu, kde ji viděl Danny Boyle, dostala se do užšího výběru a nakonec i získala roli.
Její filmový debut přišel v roce 2008 ve filmu Milionář z chatrče, kde hrála Latiku, dívku, do které byl hlavní hrdina Jamal (Dev Patel) zamilovaný. Na Mezinárodním filmovém festivalu v Torontu v roce 2008 získal film Cadillac People's Choice Award. Na vyhlášení Zlatých glóbů v roce 2009 film vyhrál čtyři ocenění. Pinto byla za svou roli nominovaná v kategorii nejlepší herečka ve vedlejší roli na cenách BAFTA. Spolu s celým obsazením filmu vyhrála cenu Screen Actors Guild Award v kategorii nejlepší obsazení filmu.
V roce 2010 byla obsazena do filmu Woodyho Allena, Poznáš muže svých snů, kde hráli Antonio Banderas, Josh Brolin, Anthony Hopkins, Anupam Kher a Naomi Watts. Film měl premiéru v roce 2010 na Mezinárodním filmovém festivalu v Cannes. V roce 2011 se společně s Jamesem Francem objevila ve sci-fi filmu Zrození Planety opic, rebootu série filmů Planeta opic. Ve filmu si zahrála veterinářku Caroline. Ve stejném roce se objevila ve fantasy filmu Válka Bohů, kde hrála Faidru a ve filmu Černé zlato, kde si zahrála princeznu Lallah.

## Další aktivity

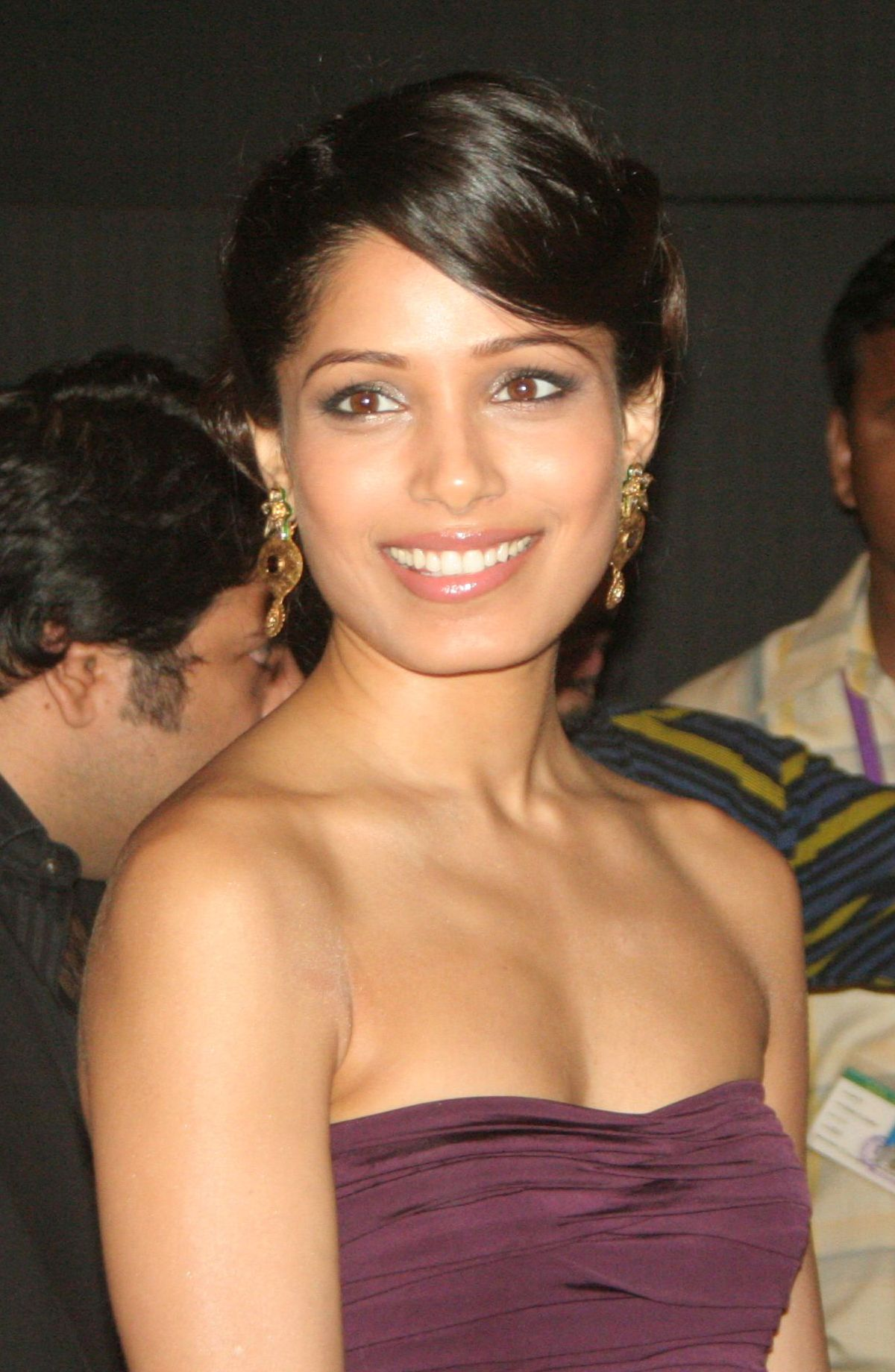
Pinto v roce 2010 na Mezinárodním indickém filmovém festivalu

Připojila se k Andremu Agassimu a Steffi Grafové, aby podpořila jejich charitativní organizaci "Agassi Foundation". Je jedinou indickou herečkou, která se připojila k jejich roční sbírce s názvem "The 15th Grand Slam for Children", která vybírá peníze na vzdělání pro znevýhodněné děti.

## Osobní život
Byla zasnoubená s bývalým novinářem Rohanem Antanem, ale v lednu 2009 zasnoubení odvolali a rozešli se. Žije v Los Angeles. V letech 2009 až 2014 chodila s hereckým kolegou z filmu Milionář z chatrče, Devem Patelem. V listopadu 2019 bylo oznámeno, že se zasnoubila s fotografem Corym Tranem.

## Ohlas
Objevila se v žebříčkách "Nejkrásnější lidé" a "Nejlépe oblékané ženy" v magazínu People. Také byla zahrnuta na seznamu "99 nejžádanějších žen" v průzkumu na serveru Askmen.com v roce 2010. Podle The Daily Telegraph je v současnosti nejvýše placenou indickou herečkou (není považována a bollywoodskou hvězdu, protože se v žádném Bollywoodském filmu nikdy neobjevila). V roce 2009 se objevila na seznamu deseti nejstylovějších žen časopisu Vogue. 13. května 2009 se stala novou tváří značky L'Oréal.

## Filmografie
| Rok           | Název                             | Role            | Poznámky a ocenění |
| ------------- | --------------------------------- | --------------- | --- |
| 2008          | Milionář z chatrče                | Latika          | Screen Actors Guild Award v kategorii nejlepší obsazení filmu Palm Springs International Film Festival—kategorie průlomové vystoupení Nominovaná—cena BAFTA v kategorii nejlepší herečka ve vedlejší roli Nominována—Black Reel Awards – nejlepší obsazení filmu Nominována—MTV Movie Award v kategorii nejlepší ženský průlomový výkon Nominována—MTV Movie Award v kategorii nejlepší polibek |
| 2010          | Poznáš muže svých snů             | Dia             | |
| 2010          | Miral                             | Miral           | |
| 2011          | Zrození Planety opic              | Caroline        | |
| 2011          | Trishna                           | Trishna         | |
| 2011          | Válka Bohů                        | Faidra          | |
| 2011          | Černé zlato                       | princezna Leyla | |
| 2013          | Girl Rising                       | vypravěčka      | dokument |
| 2014          | Desert Dancer                     | Elaheh          | |
| 2015          | The Effects of Blunt Force Trauma | Colt            | |
| 2015          | Knight of Cups                    | Helen           | |
| 2015          | Unity                             | vypravěčka      | dokument |
| 2015          | Black Knight Decoded              | Ahna            | krátký film |
| 2016          | Two Bellmen Two                   | Leila Patel     | krátký film |
| 2016          | Past Forward                      | žena            | krátký film |
| 2017          | Yamasong: March of the Hollows    | Geta            | voiceover, animovaný film |
| 2018          | Love Sonia                        | Rashmi          | |
| 2018          | Mauglí – příběh džungle           | Messua          | |
| 2019          | Jediná                            | Eva             | |
| 2020          | Láska, svatba, zas a znova        | Amanda          | |
| 2020          | Americká elegie                   | Usha Vance      | |
| bude oznámeno | Needle in a Timestack             |                 | |